# Гавриил (Ургебадзе)

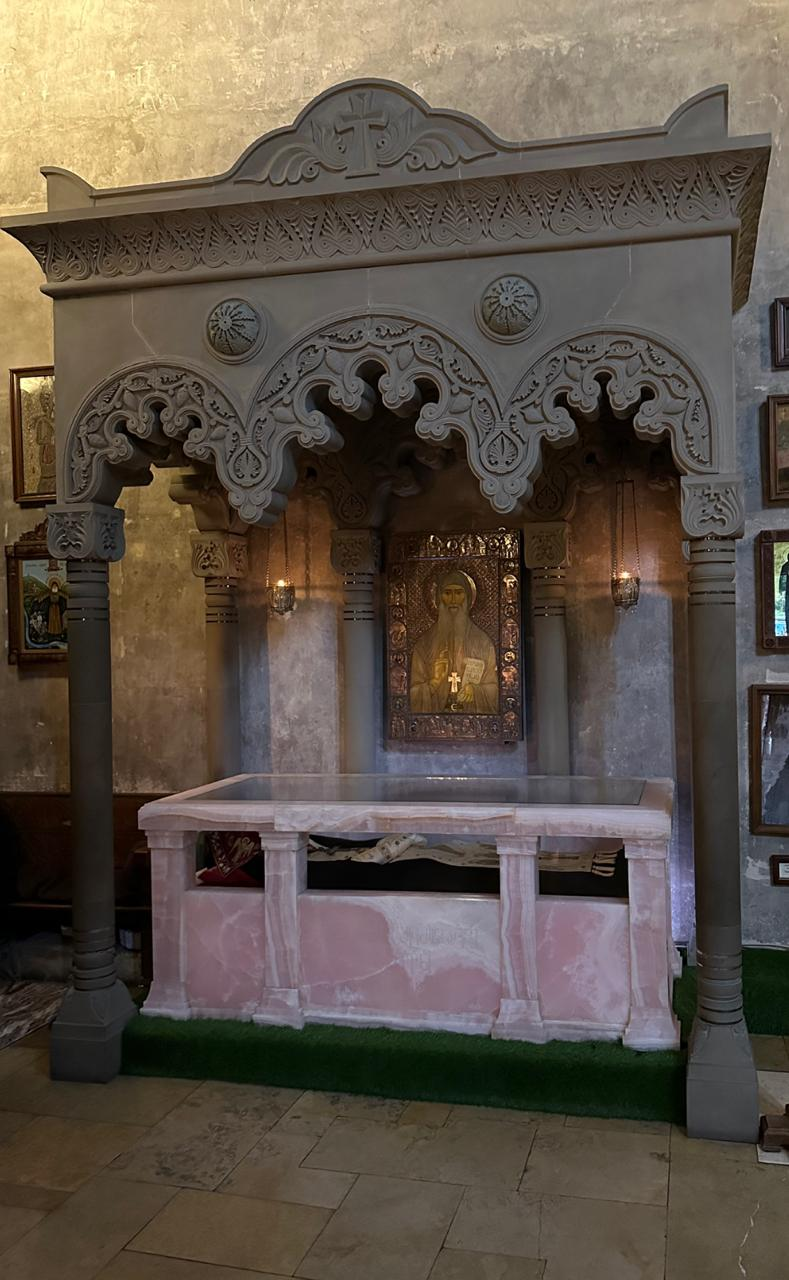
Рака с мощами Мама Габриэли (Отца Гавриила). Выполнена из оникса.

Гаврии́л Самтаври́йский (груз. არქიმანდრიტი გაბრიელი, в миру Годе́рдзи Васи́льевич Ургеба́дзе, груз. გოდერძი ვასილის ძე ურგებაძე; 26 августа 1929, Тбилиси, Грузинская ССР, СССР — 2 ноября 1995, Мцхета, Грузия) — православный святой, архимандрит Грузинской православной церкви.
Канонизирован Грузинской православной церковью 20 декабря 2012 года в лике преподобных. 25 декабря 2014 года включён в месяцеслов Русской православной церкви. День памяти — 2 ноября. Почитается всеми православными церквями.

## Биография

### Ранние годы
Годердзи Васильевич Ургебадзе родился в Тифлисе 26 августа 1929 года. Его крестили в младенческом возрасте в церкви великомученицы Варвары в Навтлуги — районе города. Отец, Василий Ургебадзе, был убеждённым коммунистом. Он был убит, когда его сыну было два года. Мать, Варвара Ургебадзе, была глубоко верующей женщиной, впоследствии приняла монашеский постриг с именем Анна. Она пережила сына и скончалась 26 апреля 2000 года. У Гавриила были брат Михаил и сестра Эмма, и единоутробная сестра Джульетта, родившаяся во втором браке его матери.
Во время Великой Отечественной войны он начал юродствовать. Совершил паломничества в монастыри Бетани и Марткопи. Вместе с тем, окончив шесть классов школы, в 1949 году был призван в армию. Во время службы в пограничной части в Батуми тайно соблюдал пост и посещал службы в церкви святого Николая.
Вернувшись из армии в 1950-х годах, он был ложно признан психически больным из-за видения, которое было ему ещё в подростковом возрасте. Гавриилу назначили пенсию по инвалидности и запретили занимать ряд должностей. Во дворе дома своей семьи начал строительство часовни с несколькими куполами. Ходил на службы в Сионский кафедральный собор. По благословению католикоса-патриарха Мелхиседека III его приняли в собор на работу сначала сторожем, после — псаломщиком.

### Начало монашеского служения
В январе 1955 года Годердзи был рукоположён в сан диакона. 23 февраля того же года в монастыре Моцамета в Кутаиси он принял монашество с именем "Гавриил" в честь преподобного Гавриила Афонского. 26 февраля 1955 года в соборе святых Петра и Павла епископ Гавриил (Чачанидзе) рукоположил его в сан иеромонаха. С 1955 по 1960 год он служил в Сионском кафедральном соборе, с 1960 по 1962 года — в монастыре Бетани.
После закрытия монастыря вернулся в Тбилиси. С 1962 по 1965 год служил в старой Троицкой церкви. Закончил строительство часовни во дворе дома своей семьи. Власти несколько раз разрушали её, однако он каждый раз восстанавливал здание. Эта часовня до сих пор стоит в Тбилиси по адресу: "Тетрицкаройская улица, 11".

### Выступление против Советской власти
1 мая 1965 года, во время майской демонстрации, иеромонах Гавриил поджёг огромный портрет Ленина, за что был избит разъярённой толпой. Полуживой с восемнадцатью переломами, он был арестован за «антисоветскую деятельность» и доставлен в изолятор КГБ. На допросе от него требовали признания, что его поступок был совершён по приказу высшего церковного руководства; отец Гавриил отказался.
На допросе отец Гавриил заявил: «Причина (моего поступка) заключается в том, что нужно поклоняться распятому Христу, а не Ленину. Нельзя обожествлять земного человека. Не „слава Ленину!“, а „слава Тебе, Боже, слава Тебе“». Это пояснение привело к тому, что постановлением Верховного Суда Грузии отец Гавриил был направлен в психиатрическую больницу для проведения медицинской экспертизы. Там он пробыл 7 месяцев до 12 октября 1965 года и всё это время подвергался истязаниям. Выписан с диагнозом: «Психопатическая личность, склонная к психозным состояниям, подобным шизофрении, бормочет невнятно низким голосом; верит в существование небесных сил, Бога, ангелов. Основная тема его разговоров — мир создан Божией благодатью. В отделении держится обособленно, если кто-то вступает с ним в беседу, он непременно напоминает о Боге, ангелах, об иконах».

### Поздние годы
В 1971 году решением католикоса-патриарха Ефрема II и митрополита Илии (будущего католикоса-патриарха всея Грузии) Гавриил был назначен духовником женского монастыря Преображения Господня в Самтавро. В это время он жил в башне царя Мириана около Самтавро-Преображенской церкви и женского монастыря святой Нины в городе Мцхета. В 1987 году отец Гавриил переселился из башни в старый дощатый курятник. В 1990 году в поисках большего уединения перешёл в монастырь Шиомгвиме, но Бог в видении велел ему вернуться в Самтавро и служить людям.
В последние годы своей жизни архимандрит Гавриил стал почитаемым и любимым старцем в Грузии. Сохранилось много свидетельств божественного дара прозорливости и исцеления от болезней. Старца каждый день навещали паломники из разных стран. Незадолго до смерти старец заболел водянкой, а, сломав ногу, полтора года был прикован к кровати. Иногда, преодолевая боль, он поднимался и сидел возле церкви. Скончался от асцита 2 ноября 1995 года. Его похоронили, согласно завещанию, завернув тело в грубый саван, на территории у Преображенской церкви в монастыре Самтавро в городе Мцхета.

## Канонизация и почитание

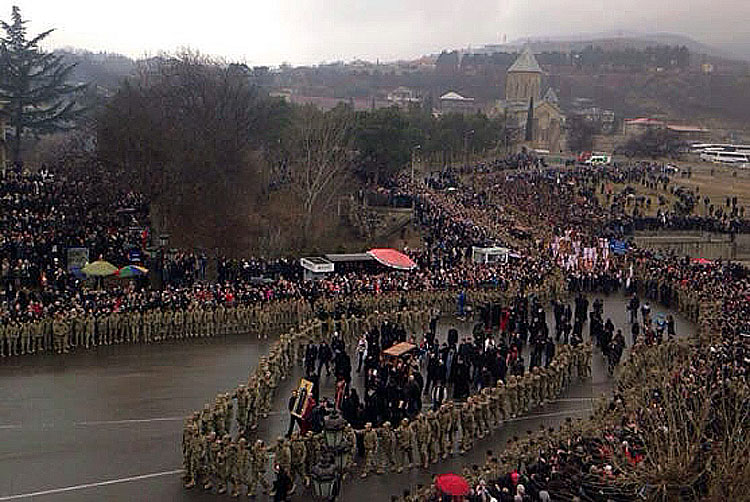
Обретение мощей, 22 февраля 2014

Ещё при жизни отец Гавриил имел репутацию старца, пользовался народным почитанием, стяжал дары прозорливости и чудотворений. 24 декабря 2012 года решением Священного синода Грузинской православной церкви архимандрит Гавриил (Ургебадзе) был прославлен в лике святых как преподобный. Это произошло в невероятно короткий срок после его кончины, спустя семнадцать лет.
22 февраля 2014 года были обретены мощи преподобного Гавриила, которые были положены в Преображенской церкви в монастыре Самтавро. Через год после прославления тело святого положили в новую раку из иранского оникса.
25 декабря 2014 года Священный синод Русской православной церкви постановил «включить в месяцеслов Русской Православной Церкви имя преподобного Гавриила Самтаврийского с установлением празднования его памяти 2 ноября, как это установлено в Грузинской Православной Церкви». Имеются свидетельства о чудесных исцелениях и многих других чудесах, связанных с почитанием преподобного Гавриила.

## Видеозаписи
- Студия «Неофит». «Архимандрит Гавриил (Ургебадзе)». Телеканал «Культура». — Серия из документального сериала «Старцы», 2015 год. Дата обращения: 21 мая 2016.
- https://www.youtube.com/watch?v=gNh_r4pvmc0 Полнометражный д.ф. Константина Церцвадзе «Диадема Старца».
- https://www.youtube.com/watch?v=2tjFXgSEswI Ко ДНЮ РОЖДЕНИЯ ПРП. ГАВРИИЛА (Церцвадзе К. Г.)
- https://www.youtube.com/watch?v=D6HOyaUWFt8 Я ЖДУ ВАС В САМТАВРО (Церцвадзе К. Г.)